# Meeting international d'athlétisme de Dakar

Una visuale esterna dello Stadio Léopold Sédar Senghor di Dakar, teatro del meeting

Il Meeting international d'athlétisme de Dakar, in passato chiamato anche Meeting Grand Prix IAAF de Dakar e IAAF World Challenge Dakar, è un meeting internazionale di atletica leggera, inserito nel circuito World Challenge, che si tiene annualmente nel mese di aprile allo Stadio Léopold Sédar Senghor di Dakar in Senegal.

## Edizioni
Di seguito la tabella delle ultime edizioni del meeting.
| Anno | Edizione | Circuito                  | Dettagli                                         |
| ---- | -------- | ------------------------- | ------------------------------------------------ |
| 2006 | I        | IAAF Grand Prix 2006      | Meeting international d'athlétisme de Dakar 2006 |
| 2007 | II       | IAAF Grand Prix 2007      | Meeting international d'athlétisme de Dakar 2007 |
| 2008 | III      | IAAF Grand Prix 2008      | Meeting international d'athlétisme de Dakar 2008 |
| 2009 | IV       | IAAF Grand Prix 2009      | Meeting international d'athlétisme de Dakar 2009 |
| 2010 | V        | IAAF World Challenge 2010 | Meeting international d'athlétisme de Dakar 2010 |